# Philippe Zawieja
Philippe Zawieja es un psicósociólogo y ensayista francés nacido en Draveil en 1970. Es investigador del Centro de Investigación de Riesgos y Crisis de Mines ParisTech (Escuela Superior de Minas de París).
En paralelo, lleva el departamento de investigación de la ORPEA , líder europeo en la atención a la dependencia, donde dirige el trabajo del Comité Científico y Ético Internacional.
Es conocido como uno de los mayores expertos franceses en el Síndrome de Burnout, pero está especializado en otras formas de fatiga, especialmente en el marco de las instituciones de salud y gestión de la Enfermedad de Alzheimer.
Philippe Zawieja tiene el grado de Caballero de la Orden de las Palmas Académicas, una condecoración de Francia para académicos y personalidades por sus méritos en los campos de la cultura y la educación. Ha recibido el Premio René-Joseph Laufer de la Academia de Ciencias Morales y Políticas francés (Académie des sciences morales et politiques) en el año 2014 por su Diccionario de los Riesgos Psicosociales.

## Obra

### Algunas publicaciones
- Zawieja P., coord. Psychotraumatologie du travail. Paris (Francia): Armand Colin, noviembre de 2016. ISBN 9782200611958
- Zawieja P., coord. Dictionnaire de la fatigue. Geneva (Suiza): Droz, septiembre de 2016. ISBN 9782600047135
- Zawieja P. Le burn out. París (Francia): Presses Universitaires de France, abril de 2015. ISBN 9782130633563
- Zawieja P, Guarnieri F, coord. Dictionnaire des risques psychosociaux.[6] París (Francia): Éditions du Seuil, febrero de 2014. ISBN 9782021109221
- Zawieja P, Guarnieri F, coord. Épuisement professionnel: approches innovantes et pluridisciplinaires. París (Francia): Armand Colin, septiembre de 2013. ISBN 9782200287726